# Nitzenweiler
Nitzenweiler ist ein Ortsteil der Gemeinde Kressbronn am Bodensee im baden-württembergischen Bodenseekreis in Deutschland.

## Geographie

### Lage
Der Ortsteil Nitzenweiler liegt rund drei Kilometer nordöstlich der Kressbronner Ortsmitte, zwischen den anderen Ortsteilen Berg, Atlashofen, Riedensweiler und Schleinsee am namensgebenden Schleinsee.

### Naturschutzgebiet Schönmoos
Das rund zehn Hektar große Naturschutzgebiet Schönmoos liegt südlich von Nitzenweiler, westlich der Straße nach Atlashofen. Wesentlicher Schutzzweck ist die Erhaltung und Aufwertung des Flachmoorkomplexes mit verschiedenen Biotoptypen und Artenzusammensetzungen.

## Verkehr
Die Kreisstraße 7777 verbindet Nitzenweiler über Berg mit Kressbronn sowie über Wielandsweiler, Busenhaus, den Weiler Degersee und Oberwolfertsweiler mit Hiltensweiler.
Nitzenweiler ist über die Linie 235 (Kressbronn-Hiltensweiler-Kressbronn) des Bodensee-Oberschwaben Verkehrsverbunds (bodo) in das öffentliche Nahverkehrsnetz eingebunden.

### Wanderwege
Durch Nitzenweiler verlaufen mehrere ausgeschilderte Wanderwege, unter anderem die erste Etappe des Jubiläumswegs Bodenseekreis. Sie führt vom Kressbronner Bahnhof nach Neukirch. Am Aussichtspunkt oberhalb des Schleinsees hat der Wanderer im Frühjahr eine herrliche Aussicht über den Schleinsee, Nitzenweiler, unzählige blühende Obstbäume und den Bodensee hinüber zum 2502 Meter hohen Säntis im Appenzellerland.

## Sehenswürdigkeiten

### Maislabyrinth

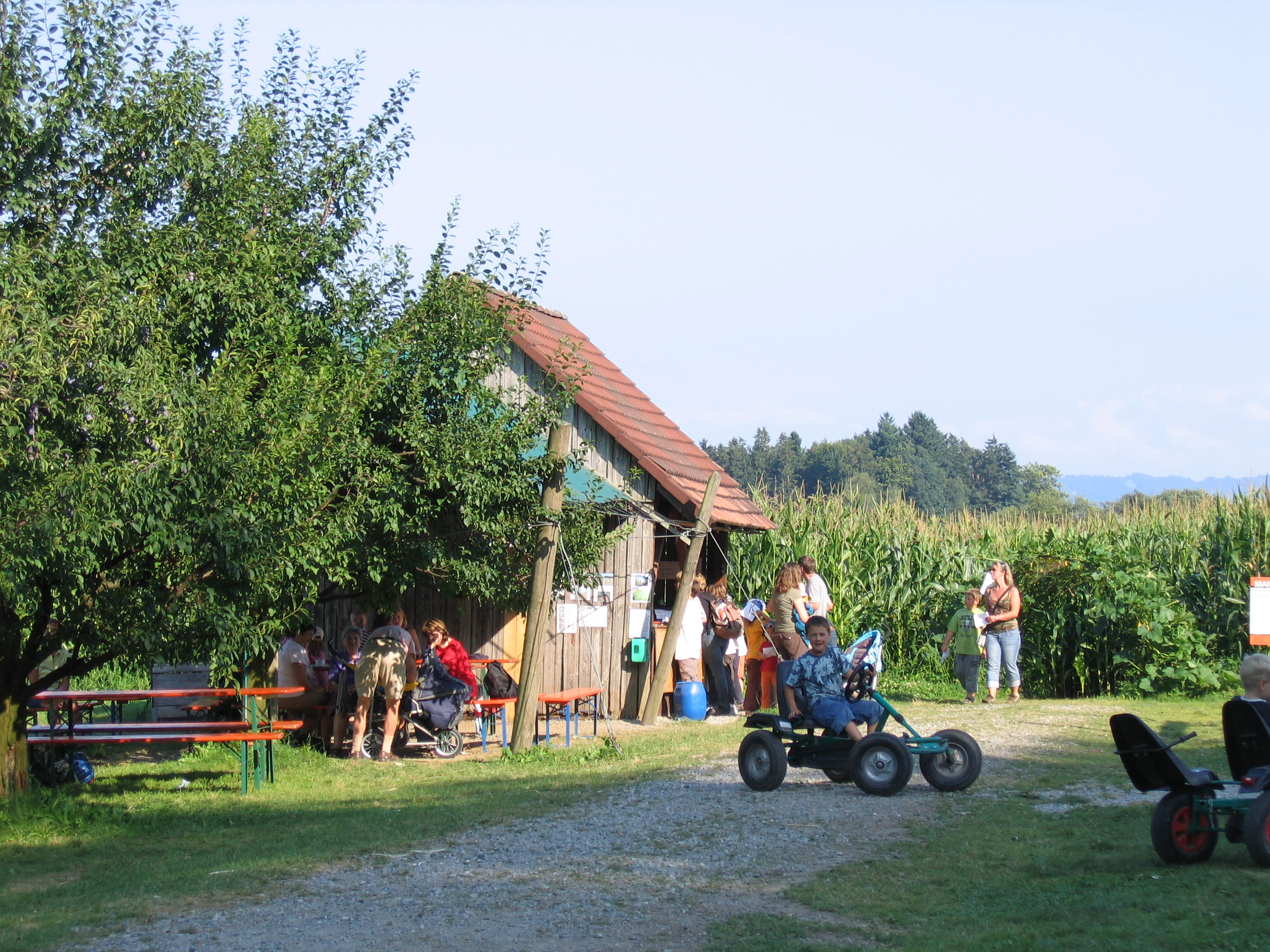
Am Maislabyrinth

Von Ende Juli bis Ende September hat an der Straße zwischen Nitzenweiler und Atlashofen das Maislabyrinth geöffnet. Neben einem jährlich wechselnden Motiv innerhalb des Maisfeldes werden Erfrischungen, Biergarnituren und Grillmöglichkeiten, eine Hüpfburg, eine Maisbadewanne, Wasserspritzen, Trampolin, Tretfahrzeuge, Rollenrutsche, Schaukel, Haustiergehege, Maistelefon, ein Karussell und mehrmals im Jahr „Mondschein- oder Neumondwanderungen“ zur Unterhaltung angeboten.